# Sant Vicenç d'Àger
Sant Vicenç d'Àger és una església d'Àger (Noguera) declarada bé cultural d'interès nacional.

## Descripció
Actualment, l'església de Sant Vicenç d'Àger presenta una estranya planta basilical de tres naus. D'època romànica conserva la nau del costat nord o antiga església de Sant Salvador, coberta amb volta de canó apuntat de final del romànic i capçada per un absis. Aquesta nau té, al mur nord, tres petites capelles d'arc apuntat. D'època romànica conserva també part dels murs de l'absis de la nau central. Els dos arcs apuntats que comuniquen la nau nord i la central poden ser del mateix moment que la coberta de la primera o una mica posteriors. Per sota l'absis hi ha una cripta, d'estructura desconeguda, que potser s'estén per sota l'absis de Sant Vicenç.

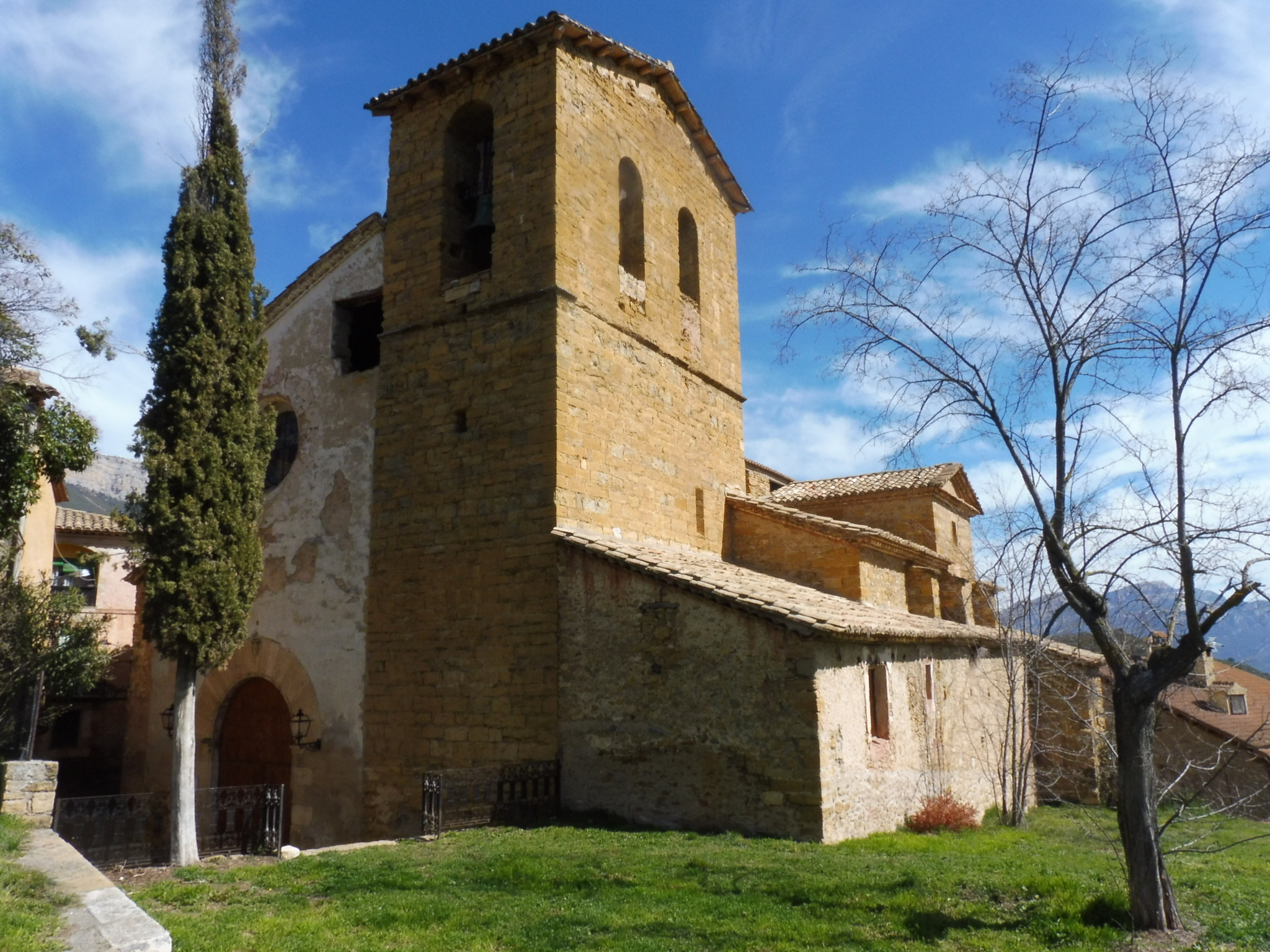
Façana i campanar

El campanar, adossat a l'angle sud-oest de la nau central o, pròpiament església de Sant Vicenç, té marques de picapedrer a l'interior, cosa que el situaria ja als últims temps del romànic o a inici del gòtic. D'aquest estil és la part alta de l'absis central, que esdevé poligonal a la part alta on hi ha finestres amb traceries gòtiques. També és gòtica la coberta ogival d'aquesta nau, als peus de la qual hi ha un cor elevat. A la façana de ponent de l'església de Sant Salvador, endarrerida respecte de la façana de Sant Vicenç, hi ha una motllura renaixentista (segle xvi) que fa pensar que potser hi havia una porta, ara suprimida.
A la porta d'accés, d'arc de mig punt dovellat, hi ha la data 1732, que ens indica una nova intervenció en l'església. D'aquest moment o una mica posterior és la nau lateral sud, neoclàssica, comunicada amb la central per tres arcades de mig punt. Aquesta nau, que als peus té el campanar, és coberta amb voltes de llunetes i té un tram cobert amb cúpula. Al mur sud s'hi obriren tres capelles. Tot l'interior és resseguit de motllures clàssiques. En aquesta època també es va donar al conjunt un aspecte neoclàssic i se'n van suprimir elements que no coincidien amb aquest estil.

## Història
La primitiva església de Sant Vicenç és esmentada des del 1041. De l'església de Sant Salvador, se'n coneix l'acta de consagració. Ambdues esglésies mantingueren cultes independents fins al segle xiv. Actualment és la parròquia d'Àger.
L'actual església parroquial de Sant Vicenç d'Àger, situada al barri de Solsdevila a la part baixa de la població, és formada per la unió de dues esglésies inicialment independents -la de Sant Vicenç i la de Sant Salvador- més una ampliació del segle xviii. L'església de Sant Vicenç és documentada des del 1041 i la de Sant Salvador des del 1048, quan fou consagrada. Totes dues esglésies formaven part dels béns amb què Arnau Mir de Tost dotà la canònica de Sant Pere. Segons consta a l'acta de consagració de Sant Salvador -única conservada a la vall d'Àger- la construcció d'aquesta església fou promoguda per Felmir, que en el seu testament del 1055 deixà béns per a l'obra de la nova església de Sant Salvador.
El 1165 es documenta el fossar de Sant Vicenç (on s'enterrava la gent del poble), en el qual es feren les primeres reunions comunals. (Al fossar de Sant Pere s'hi enterraven abats, canonges i nobles.). Tot i que inicialment devien ser dos edificis independents no es descarta la hipòtesi que l'església de Sant Vicenç sigui una ampliació de la de Sant Salvador. Tanmateix, sembla que fou al segle xiv o al XV que l'església de Sant Salvador s'uní a la de Sant Vicenç per mitjà de dues grans arcades apuntades en el mur que les separava. També en aquesta època es remodelaren l'absis i les cobertes de Sant Vicenç (la coberta de Sant Salvador pot ser una mica anterior). Al segle xviii s'hi afegí una altra nau al costat sud.